# Крістофер Рей
Крістофер Ашер Рей (англ. Christopher Asher Wray, нар. 17 грудня 1966) — американський юрист, адвокат та державний службовець. Директор Федерального бюро розслідувань з 2 серпня 2017 року.
У 2002—2005 помічник Генерального прокурора США, що курирував питання кримінальних справ в адміністрації американського Президента Джорджа Буша, партнер приватної юридичної фірми King & Spalding.

## Походження і навчання
Крістофер Рей народився в 1966 році в родині Сесіла Рея молодший, партнера юридичної фірми Debevoise & Plimpton та Джільди (Gates) Рей — співробітниці по програмам у фірмі банкіра Чарльз Хейдена.
Він закінчив  — елітну приватну школу Академія Філліпса (англ. Phillips Academy), що розташована в місті Ендовер, штат Массачусетс, США.
У 1989 році К.Рей закінчив з відзнакою Єльський університет, а потім здобув ступінь юриста в 1992 році Єльської школи права. Під час навчання в Єльському університеті, К.Рей був виконавчим редактором Журналу права Єльського університету. Також він рік працював на посаді судді співробітник канцелярії Майкла Латтіга Апеляційного суду четвертого округу США

## Служба в уряді
К.Рей в 1997 році був прийнятий до американського уряду на посаду помічника прокурора США по північному округу штату Джорджія. У 2001 році він перейшов до Міністерства юстиції як помічник заступника генерального прокурора і головного асоційованого заступника генерального прокурора.
У 2003 році Президент США Джордж Буш призначив К.Рея помічником Генерального прокурора, відповідального за кримінальні справи. Працюючи з 2003 по 2005 роки помічником Генерального прокурора Джеймса Комі згодом він був призначений заступником Генерального прокурора. Очолюючи відділ кримінальних справ, К.Рей курирував відомі шахрайські дослідження, як, наприклад, Енрон.
У 2005 році Рей отримав Премію Едмунда Дж Рендольфа — найвищу нагороди Міністерства юстиції для державної служби та керівництва.

## Приватна юридична практика
К.Рей приєднався до фірми King&Spalding в 2005 році як судовий партнер в офісах у Вашингтоні, округ Колумбія і Атланті. Він представляв інтереси деяких фірм зі списку Fortune 100 компаній і головував на спеціальний Matters King & Spalding тп урядових розслідуваннях Practice Group. Під час свого перебування в King&Spalding, К.Рей він був особистим адвокатом Федерального прокурора США по округу Нью-Джерсі Кріса Крісті під час скандалу Bridgegate.

## Кандидат на керівника ФБР
7 червня 2017 року президент США Дональд Трамп у своєму Твіттері оголосив про намір призначити К. Рея директором Федерального бюро розслідувань замість Джеймса Комі, який був звільнений Трампом на початку цього року.

## Сім'я
К.Рей одружився в 1989 році на Гелен Гаррісон Хауелл.
У них народилось двоє дітей, які живуть в штаті Джорджія.